# Papiro Oxirrinco 95
El Papiro Oxirrinco 95 también llamado P. Oxy. 95 es un documento escrito en griego que trata sobre un acuerdo para la venta de un esclavo y descubierto en Oxirrinco, Egipto. El manuscrito fue escrito el 23 de junio de 129 en papiro, en forma de una hoja. En la actualidad se encuentra en la biblioteca del Royal Holloway, Inglaterra.

## Documento
El documento fue escrito por Agathosdaemon y dirigida a Cayo Julio Germán. Se trata de un contrato para la compra de una esclava de 1200 dracmas de plata. Las mediciones del fragmento son 182 por 125 mm.
Fue descubierto por Bernard Pyne Grenfell y Arthur Surridge Hunt en 1897 en Oxirrinco, Egipto. El texto fue publicado por Grenfell y Hunt en 1898. El fragmento fue examinado también por Ludwig Mitteis (1912) y Campbell Edgar Cowan (1932). Ha sido publicado en varias ocasiones.